# Scaptesyle rothschildi
Scaptesyle rothschildi är en fjärilsart som beskrevs av Max Wilhelm Karl Draudt 1914. Scaptesyle rothschildi ingår i släktet Scaptesyle och familjen björnspinnare. Inga underarter finns listade.